# Nicholas Trevet
Nicholas Trevet (1265 circa – Oxford, 1335 circa) è stato uno storico britannico autore di opere in lingua mediolatina.

## Biografia
Nicholas Trevet, dai suoi contemporanei chiamato anche Nicolaus Anglicus, fu un monaco domenicano inglese, cronista e commentatore di testi classici e medievali.
Non abbiamo molti dati certi sulla sua vita. Sappiamo che nacque intorno al 1265 in una famiglia dell'aristocrazia feudale anglo-normanna e che morì a circa 70 anni intorno al 1335. Queste date approssimative, citate dallo studioso Otto Lōhmann in un suo articolo, le troviamo anticipate in altre fonti, come ad esempio nella Enciclopedia Britannica, al 1257/1334. Dopo aver studiato a Londra e a Oxford presso i domenicani, Trevet, entrato nell'ordine, fu attivo in Francia e in Italia come predicatore contro le eresie dei primi del Trecento. Tornò poi a Londra (probabilmente come priore dell'ordine) e in seguito a Oxford, dove visse fino alla morte insegnando e scrivendo le tante opere di cui fu autore.
Di queste opere solo due furono pubblicate: una, a più riprese nel corso del XV secolo, è il commento al De Civitate Dei di sant'Agostino, che venne stampato il più delle volte unitamente al commento di Thomas Walleys sempre sul De civitate dei. L'altra è una delle due cronache che Trevet scrisse in latino e che, intitolata Annales sex regum Angliae qui a comitibus Andegavensibus originem traxerunt venne stampata per la prima volta a Parigi nel 1688, poi a Oxford nel 1719 e infine a Londra in edizione critica dal biografo ed erudito Thomas Hogg per l'English Historical Society nel 1845. Questa cronaca rappresenta ancora oggi una fonte storica importante per il periodo 1136-1307 (termina con la morte di Edoardo I, contemporaneo di Trevet), e contribuì alla sua fama di cronachista e storico affidabile, che superò i confini dell'Inghilterra normanna diffondendosi anche in Europa. Tutte le altre opere ci sono state tramandate soltanto attraverso manoscritti, numerosi sia in Inghilterra tra Londra e Oxford, sia nel resto dell'Europa e soprattutto in Francia e in Italia, dove ne troviamo anche alcuni in volgare. Delle 3 cronache di cui Trevet fu autore, la seconda in latino si intitola Annales ab origine mundi ad Christum e, proprio per il lasso di tempo che si impone di documentare (appunto dall'origine del mondo a Cristo), non ha certo il rigore storico della prima e rappresenta piuttosto un excursus nella visione religiosa e mitologica giudaico-cristiana. La terza cronaca, scritta da Trevet in anglo-normanno intorno al 1334, è intitolata (in una sua versione manoscritta in francese), Cronicles que frère Nichol Trivet escrit à ma dame Marie la fille moun seignour le roi d'Engleterre Edward le filz Henri, ed è dedicata a Maria, figlia del re Edoardo I d'Inghilterra, in occasione della sua entrata in convento come monaca.
Più importanti dal punto di vista letterario e filosofico sono i numerosi commenti di Trevet ad opere di grandi scrittori della classicità, mai commentati prima di allora. Trevet fu infatti il primo a commentare le dieci tragedie tràdite sotto il nome di Seneca il giovane, le Declamationes di Seneca il vecchio e anche l'opera di Tito Livio Ab urbe condita, anticipando in questo gli interessi tipici dell'epoca dell'Umanesimo, pur restando ancora ben agganciato alla tradizione scolastica del metodo tomistico-aristotelico. E alla Scolastica è riconducibile anche il suo commento più famoso ossia quello alla Consolazione della filosofia di Severino Boezio, che ebbe grande impatto nella cultura dell'epoca fino a tutto il XIV secolo e che fu anche utilizzato da Chaucer per il suo Boece, da Badio Ascensio nel suo commento alla stessa opera e da Alberto della Piagentina nella sua traduzione in terzine di volgare italiano sempre della stessa consolatio boeziana. Tale famoso commento ci è stato tramandato in più di cento manoscritti (numero davvero ragguardevole per gli standard dell'epoca rispetto a commenti di questo genere) di cui la maggior parte è in latino, ma con versioni esistenti in volgare inglese, francese e italiano.

## Opere (selezione)
Annales sex regum Angliae
- Nicolai Triveti, Dominicani, Annales Sex Regum Angliae. E praestantissimo Codice Glastoniensi nunc primum emendate edidit Antonius Hall, A. M. Coll. Regin. Oxon. Socius. E Theatro Sheldoniano, Oxonii 1719, online.
- Nicolai Triveti Annalium Continuatio; ut et Adami Murimuthensis Chronicon, cum Ejusdem Continuatione: Quibus accedunt Joannis Bostoni Speculum Coenobitarum, et Edmundi Boltoni Hypercritica. Omnia nunc primum edidit è Codicibus Manuscriptis Antonius Hallius, S. T. P. E Theatro Sheldoniano, Oxonii 1722, online.

Commentario sulle tragedie di Seneca
- Ezio Franceschini (ed.): Il commento di Nicola Trevet al "Tieste" di Seneca. Milano, 1938.
- Petrus Meloni (ed.): Nicolai Treveti expositio L. Annaei Senecae Agamemnonis. Roma 1961.
- Petrus Meloni (ed.): Nicolai Treveti expositio L. Annaei Senecae Herculis Oetaei. Roma 1962.
- Vincentius Ussani, Jr. (ed.): L. Annaei Senecae Hercules furens et Nicolai Treveti expositio. Vol.II: Nicolai Treveti Expositio Herculis furentis. Ediz.dell'Ateneo, Roma 1959.
- Marco Palma (ed.): Nicola Trevet, Commento alle Troades di Seneca. Roma 1977.
- Rebekka Junge: Nicholas Trevet und die Octavia Praetexta. Editio princeps des mittelalterlichen Kommentars und Untersuchungen zum pseudosenecanischen Drama. Schöningh, Paderborn 1999, ISBN 3-506-79064-1, online
- Owen Howard Boehm: Treveth's commentary on the "Octavia": A critical edition. Diss. Loyola University Chicago 2003 (= Dissertation Abstracts International, Section A: The Humanities and Social Sciences, 2004 Sept, 65 (3): 919).
- Maria Chiabó (ed.): Nichola Trevet, Commento alla Phaedra di Seneca. Edipuglia, Bari 2004 (Quaderni di Invigilata lucernis, 22). – Recensione di John G. Fitch, in: Bryn Mawr Classical Review 2004.12.09
- Luciana Roberti (ed.): Nichola Trevet, Commento alla Medea di Seneca. Edipuglia, Bari 2004 (Quaderni di Invigilata lucernis, 23). – Recensione di John G. Fitch, in: Bryn Mawr Classical Review 2004.12.09
- Patrizia Mascoli (ed.): Nichola Trevet, Commento alle Phoenissae di Seneca. Edipuglia, Bari 2007 (Quaderni di Invigilata lucernis, 31).
- Alessandro Lagioia (ed.): Nichola Trevet, Commento all'Oedipus di Seneca. Edipuglia, Bari 2008 (Quaderni di Invigilata lucernis, 35).
- Clara Fossati (ed.), Nicola Trevet. Commento alla "Phaedra" di Seneca, Firenze, SISMEL - Edizioni del Galluzzo, 2007 (Millennio Medievale, 69)